# Municipio de Felipe Carrillo Puerto
Felipe Carrillo Puerto es uno de los 11 municipios que integran el estado de Quintana Roo, México. Se encuentra localizado en el centro del estado, en la llamada Zona Maya y su cabecera es la ciudad de Felipe Carrillo Puerto (anteriormente conocida como Noj Kaaj Santa Cruz Xbalam Naj y Santa Cruz de Bravo).

## Historia
El sitio donde se encuentra el Municipio fue primero poblado por los mayas, de lo que aun quedan vestigios como las zonas arqueológicas de Kaná, Chumyaxché, Okop y Punta Pájaros. Los españoles encontraron al territorio del actual municipio de Felipe Carrillo Puerto dividido en dos cacicazgos, el de Cochuah y el de Uaymil, que se habían formado al romperse la Liga de Mayapán.
En año de 1544 los españoles conquistaron la zona después de una gran resistencia del cacicazgo de Cochuah. Durante la Colonia se estableció el sistema de encomiendas. La dura explotación de los indígenas prosiguió durante la época independiente, teniendo como consecuencia la Guerra de Castas, que comenzó el 30 de julio de 1847 en Tepich, cuando Cecilio Chí asesinó a las familias yucatecas del lugar. En 1850 la Guerra de Castas parecía haber terminado con la derrota de los mayas, pero éstos se unieron nuevamente gracias a la aparición de la Cruz Parlante. Alrededor de este símbolo se asentaron los mayas, fundando Chan Santa Cruz -hoy Felipe Carrillo Puerto-.Chan Santa Cruz no pudo ser tomada por las tropas gubernamentales y desarrolló una economía que le permitió resistir comprando armas a los ingleses residentes en Belice. Los mayas perdieron este apoyo cuando el conflicto limítrofe con Belice fue resuelto. Al mando del general Ignacio A. Bravo comienza la ofensiva contra Chan Santa Cruz, fortificando las poblaciones aledañas hasta rodear el poblado, consiguiendo su aislamiento y forzando a los mayas a abandonarlo. Posteriormente fue tomado sin resistencia el 3 de mayo de 1901. Bravo inicia la colonización de la zona a través de la explotación de sus recursos, maderas preciosas, palo de tinte y durmientes para ferrocarril, que eran exportados por el puerto de Vigía Chico, con el que Santa Cruz -ahora Santa Cruz de Bravo- se comunicaba por una vía de ferrocarril.
En 1915 Salvador Alvarado regresó a los mayas la ciudad de Santa Cruz, trasladando la capital del territorio a Payo Obispo. Esta decisión hizo que Santa Cruz quedara prácticamente deshabitada, repoblándose más tarde con personas de origen maya a instancias de Francisco May, quien gracias a acuerdos con el Gobierno Federal, se convirtió en el personaje más importante de la región al monopolizar la producción de chicle, principal artículo de exportación en esta época. May revendía el chicle a las grandes compañías internacionales. En 1932 el nombre de Santa Cruz de Bravo, de ingrato recuerdo para los mayas, fue cambiado por el de Felipe Carrillo Puerto, líder yucateco que siempre buscó el bienestar de la población maya.
Hoy, el municipio prosigue su desarrollo con base en las actividades agropecuarias y es el centro de la zona maya.
La conquista y colonización en Quintana Roo.
Una época de encuentro
Con la llegada de los europeos al continente americano tuvo lugar un encuentro de culturas, durante la etapa virreinal hubo una mezcla de hábitos y costumbres lo que ahora distingue a un quintanarroense.
Aunque los españoles llegaron a América en 1492 fue hasta 1511 por causa de una tormenta, que un grupo de ellos tocó tierra en el área maya, veinte náufragos entre ellos Gonzalo Guerrero, llegaron a las costas de Ecab en el norte de Quintana Roo, solo Gonzalo no sería rescatado más tarde por los españoles ya que se había casado con la hija del cacique Nachancan, con la que procreó varios hijos. Se considera que este matrimonio dio origen al mestizaje en México.

## Geografía
El municipio se encuentra localizado en la zona central del estado de Quintana Roo, tiene una extensión de 13,806 kilómetros cuadrados por lo que es el segundo más extenso del estado y ocupa el lugar 10 entre los más extensos de México, limita al norte con el municipio de Tulum, al oeste con el municipio de José María Morelos y al sur con el municipio de Bacalar, todos del mismo estado de Quintana Roo, al noroeste limita con los municipios de Chikindzonot, Chichimilá, Tixcacalcupul y Valladolid del vecino estado de Yucatán.

### Orografía e hidrografía
Como la gran mayoría del territorio de Quintana Roo y la Península de Yucatán, el territorio de Felipe Carrillo Puerto es prácticamente plano, sin relieves notable y constituido por una planicie calcárea que no retiene las corrientes superficiales, por lo que la hidrografía está constituida únicamente por los cenotes, que son afloramientos superficiales de ríos subterráneos y que tuvieron una gran importancia para la cultura maya.
La costa del municipio incluye dos grandes bahías, de norte a sur: la Bahía de la Ascensión y la Bahía del Espíritu Santo, ambas son de muy baja profundidad que no permiten el acceso a barcos de gran calado, sin embargo tienen una gran riqueza marina y forman playas y mangle en sus costas.

### Clima y ecosistemas
La vegetación del municipio está constituida por la selva tropical que lo cubre casi completamente, entre la principal fauna se encuentran el mono araña, jaguar, tucán, hocofaisán, venado cola blanca, iguana y cocodrilo.
Dentro del municipio se encuentra la Reserva de la Biosfera Sian Ka'an, una de las principales zonas protegidas del país, que incluye selva tropical, manglares, marismas y lagunas, ha sido declarada Patrimonio de la Humanidad por la Unesco.

## Comunicaciones

### Carreteras
Sus principal via de comunicación son las carreteras, siendo un importante centro de comunicación carretera al converger en él tres carreteras federales.
- Carretera Federal 307 (Carretera Cancún - Chetumal)
- Carretera Federal 184 (Carretera a Mérida)
- Carretera Federal 295 (Carretera a Valladolid)

El 30 de agosto de 2023 inició la construcción de La Puerta Al Mar que le dará a Felipe Carrillo Puerto una salida al litoral del Mar Caribe, con la carretera artesanal que llegará hasta Vigía Chico. 

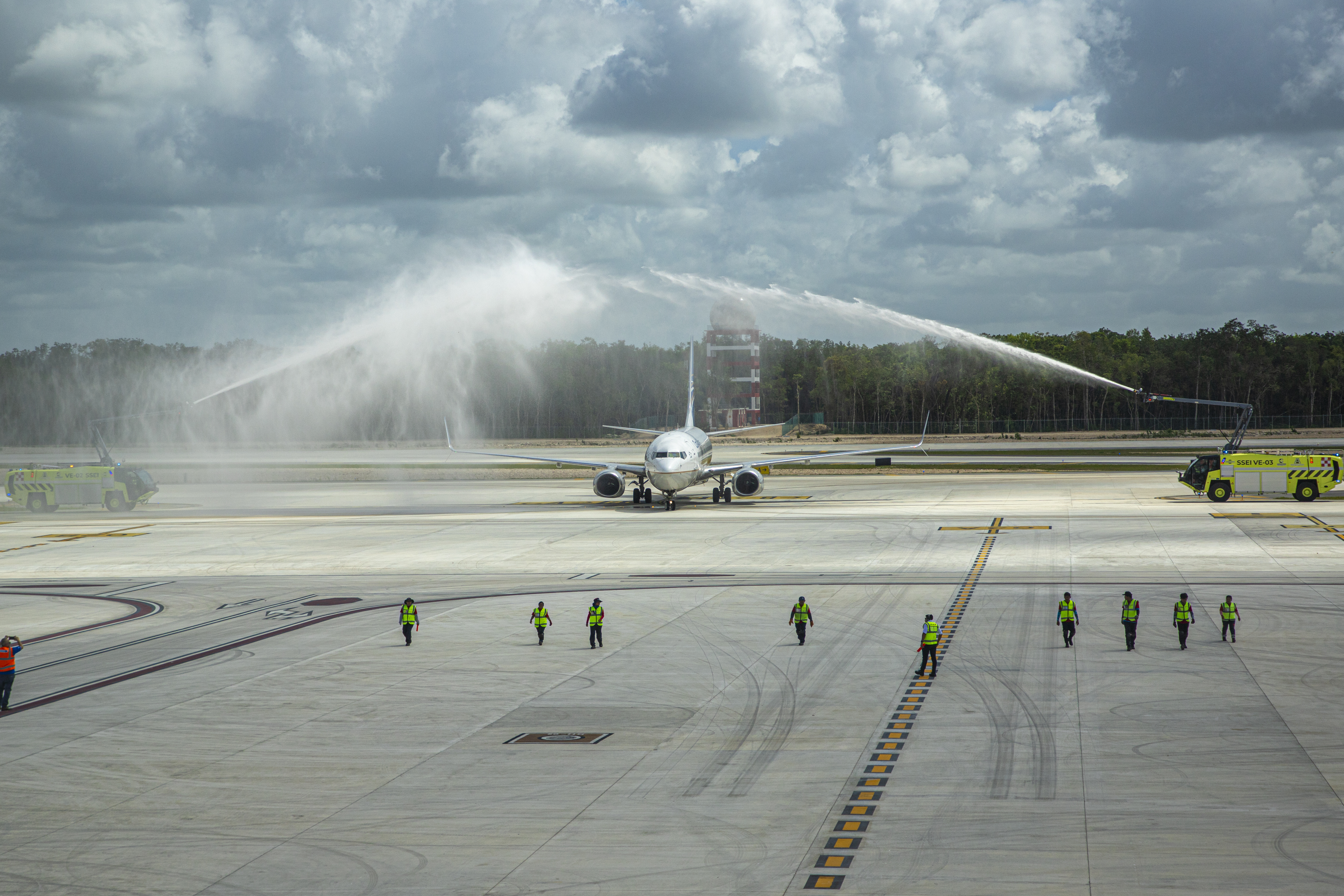
Avión aterrizando en Aeropuerto Internacional de Tulum "Felipe Carrillo Puerto".

### Aeropuertos
En el municipio se encuentra el Aeropuerto Internacional Felipe Carrillo Puerto (AIFCP) también conocido como Aeropuerto Internacional de Tulúm, inaugurado el 1 de diciembre de 2023 por el presidente en turno, Andrés Manuel López Obrador. Se encuentra ubicado a 20 kilómetros al suroeste de Tulum, y a 80 kilómetros al norte de la ciudad de Felipe Carrillo Puerto.

### Tren Maya
El municipio cuenta con una estación del Tren Maya en su cabecera, así mismo con otra ubicada en el Aeropuerto Internacional Felipe Carrillo Puerto.

## Demografía
La población del municipio de Felipe Carrillo Puerto es de 75 026 habitantes según el Conteo de Población y Vivienda de 2005 realizado por el Instituto Nacional de Estadística y Geografía, de este total de población, 37 994 habitantes son hombres y 37 092 son mujeres.
El municipio es el que mayor número de población indígena concentra en el estado de Quintana Roo, constituyendo de hecho una mayoría en la población, aproximadamente un 67% del total de población y es mayoritariamente etnia maya y de los cuales un 83% son bilingües al español.

### Localidades

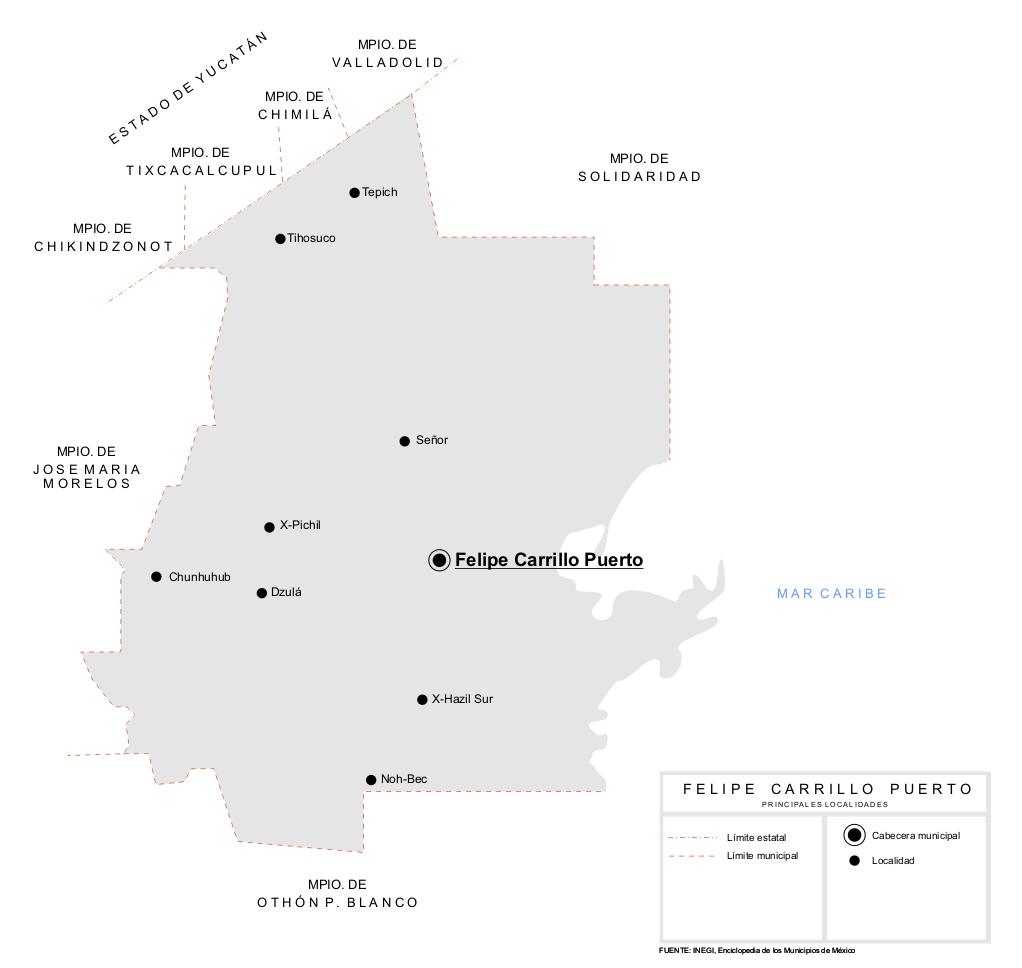
Principales localidades de Felipe Carrillo Puerto.

En el territorio del municipio hay un total de 88 localidades, la población de las principales es la siguiente:
| Localidad              | Población |
| Total Municipio        | 75 026    |
| Felipe Carrillo Puerto | 25 744    |
| Tihosuco               | 4 994     |
| Chunhuhub              | 4 644     |
| Señor                  | 3 095     |
| Tepich                 | 2 753     |
| Noh-Bec                | 2 045     |
| X-Hazil Sur            | 1 422     |
| X-Pichil               | 1 340     |
| Polyuc                 | 1 226     |
| Dzulá                  | 1 223     |
| Santa Rosa Segundo     | 1 068     |
| Presidente Juárez      | 1 004     |

## Política
El gobierno del municipio le corresponde al Ayuntamiento, tomando posesión el día 30 de septiembre del año de la elección, este es electo por un periodo de tres años, los cuales son reelegibles para el periodo inmediato. Lo conforman un Presidente Municipal, un síndico y nueve regidores, seis electos por el principio de mayoría relativa y tres electos por el principio de representación proporcional.

### División administrativa
Para su administración interna Felipe Carrillo Puerto está dividido en tres alcaldías: Tihosuco, Noh-Bec y Chunhuhub; cuatro delegaciones: Señor, Tepich, X-Hazil Sur y X-Pichil; y 80 subdelegaciones en las restantes comunidades. Los alcaldes, delegados y subdelegados son electos mediante el voto libre, directo y secreto (sufragio efectivo) en elecciones celebradas en el año en que se instaló el Ayuntamiento, y son electos para el mismo periodo de tres años que éste, en estas elecciones locales no participan oficialmente los partidos políticos, sino que estos se presentan de manera independiente por medio de planillas.

### Representación legislativa
Para la elección de Diputados locales al Congreso de Quintana Roo, y de Diputados federales a la Cámara de Diputados del Congreso de la Unión, el municipio se encuentra integrado a los sig. Distritos electorales de la siguiente manera:
Local:
- XII Distrito Electoral Local de Quintana Roo con cabecera en Felipe Carrillo Puerto

Federal:
- II Distrito Electoral Federal de Quintana Roo con cabecera en Chetumal.[6]

### Presidentes municipales
- (1975 - 1978):  Sebastián Estrella Pool
- (1978 - 1981):  Sebastián  Canul Tamayo
- (1981 - 1984):  Andrés Emilio Oliva Alamilla
- (1984 - 1987):  Sebastián Estrella Pool
- (1987 - 1989):  Pedro Ramón Peña Xicum
- (1989 - 1990):  Benito García Méndez
- (1990 - 1993):  Eladio Uc Chan
- (1993 - 1996):  Fernando Serrano Trujillo
- (1996 - 1999):  Mario Chuc Aguilar
- (1999 - 2002):  Pedro Ezequiel Cruz Quintal
- (2002 - 2005):  Francisco Javier Novelo Ordóñez
- (2005 - 2008):  Eliseo Bahena Adame
- (2008 - 2011):  Valfre Cetz Cen
- (2011 - 2013):  Sebastián Uc Yam
- (2013 - 2016):  Gabriel Carballo Tadeo
- (2016 - 2018):  Paoly Perera Maldonado
- (2018 - 2021):  José Esquivel Vargas
- (2021 - 2024):  Maricarmen Hernández Solís
- (2024 - 2027):  Maricarmen Hernández Solís